# Zamenis
Zamenis är ett släkte av ormar i familjen snokar med arter som förekommer i västra Eurasien. Arterna ingick tidigare i släktet Elaphe.
Arterna är med en längd av 75 till 150 cm medelstora ormar. Utbredningsområdet ligger i Europa fram till Kaukasus och i Mellanöstern. De vistas ofta på jordbruksmark eller i andra torra kulturlandskap men de lever även i andra habitat. Dessa ormar jagar gnagare och andra små däggdjur. Honor lägger ägg.
Arter enligt The Reptile Database:
- Zamenis hohenackeri
- Zamenis lineatus
- Eskulapsnok (Zamenis longissimus)
- Zamenis persicus
- Stegsnok (Zamenis scalaris)
- Leopardsnok (Zamenis situla)